# Чем меньше женщину мы любим, тем больше нравимся мы ей
Чем меньше женщину мы любим, 

Тем легче нравимся мы ей, 

И тем её вернее губим 

Средь обольстительных сетей. 

Разврат, бывало, хладнокровный 

Наукой славился любовной, 

Сам о себе везде трубя, 

И наслаждаясь не любя. 

Но эта важная забава 

Достойна старых обезьян 

Хвалёных дедовских времян: 

Ловласов обветшала слава 

Со славой красных каблуков 

И величавых париков.
«Чем ме́ньше же́нщину мы лю́бим, / Тем бо́льше нра́вимся мы ей», «Чем меньше женщину мы любим, / тем легче <бо́льше> нравимся мы ей» — крылатое выражение, основанное на цитате из романа в стихах «Евгений Онегин» русского писателя Александра Пушкина. Она содержится в первых двух стихах строфы VII из главы IV.  В современных изданиях именно с этой, седьмой строфы (в автографе — четвёртая), начинается глава IV, так как первые шесть строф в полных изданиях автор пропустил. Их нумерация (I. II. III. IV. V. VI.) приводится в начале главы, после чего следует текст седьмой строфы. Начало главы было создано в 1824—1825-х годах. Вместе с пятой она была опубликована в 1828 году. Ещё при жизни поэта стихи о женщинах из главы IV расценивались как размышления не заглавного героя поэмы, а именно автора. В 1835 году в петербургском журнале «Библиотека для чтения» появилось следующее рассуждение: «Чем меньше женщину мы любим, / Тем больше нравимся мы ей, — сказал поэт, — и это такая истина, которой примеры мы видим к несчастию слишком часто». В этой цитате обращает на себя внимание замена «тем легче» на «тем больше».

## Характеристика

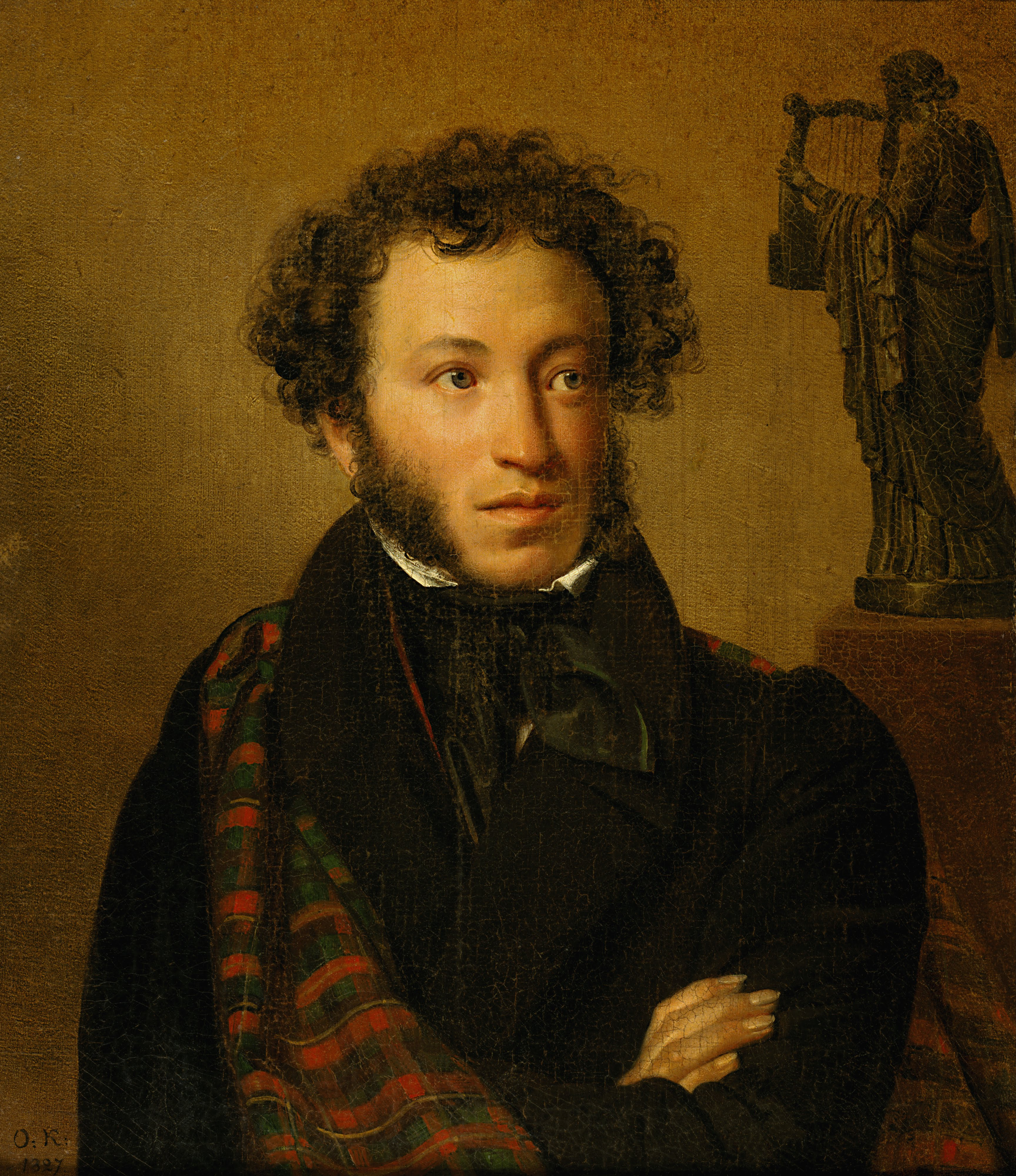
Портрет Александра Пушкина кисти Ореста Кипренского. 1827 год

Текст в беловой рукописи и оригинале (между которыми нет различий) поэмы отличается от закрепившегося в культуре оборота: «Чем меньше женщину мы любим, / Тем легче нравимся мы ей / И тем её вернее губим / Средь обольстительных сетей». По предположению пушкиниста Натальи Михайловой в стихах содержатся мысли Онегина, который «оставил книги» словно «женщин». Филолог Наталья Еськова привела фразеологизм как характерный пример искажения пушкинской цитаты. По её мнению, в данном случае имеет место один из многих случаев «упрощения», «„уплощения“» пушкинского размышления, что вызвано частым повторением поэтического текста. В данном и подобных примерах «выхолащиваются расхожие цитаты, подобно стирающимся от частого обращения монетам». В итоге авторская «мысль обедняется, сложность и тонкость уходит». По наблюдению филолога Ирины Левонтиной, популярные цитаты в силу своего частого использования «в искажённом виде» могут привести к тому, что сами эти искажения становятся «фактом культуры». Она заметила, что на первый взгляд незначительное отклонение от оригинала, заключающееся в замене слова легче на больше «страшно вульгаризирует» наблюдение автора. «Получается, Пушкин считал, что женщины любят, чтобы их обижали, всячески демонстрировали им своё пренебрежение. Было бы ужасно, если бы это было так: в этом случае взаимная любовь была бы вообще невозможна. И Пушкин, конечно, так не считал». Еськова настаивала на том, что поэт имел в виду искусство соблазнения, когда искуситель стремится завлечь объект своего желания «в свои сети, пуская в ход тонкие комплименты, томные взгляды, лживые клятвы, внезапное безразличие и так далее, то все эти ухищрения лучше удаются, если за ними не стоит подлинное глубокое чувство». Она предположила, что Онегину надоели приёмы обольщения, непрестанная двуличность в любовных делах. Поэтому он был так «живо тронут» чистосердечностью письма Татьяны Лариной из главы предшествующей анализируемому высказыванию Пушкина. Писатель, литературовед Николай Толмачёв отмечал, что пушкинское двустишие уже давно стало крылатым. Замену легче на больше он объяснил использованием в народе антитезы меньше — больше, приходящей на ум «обычному читателю». Однако такое замещение ослабляет мысль великого поэта, в стихах которого нет «случайных», первыми появляющихся слов. В данном случае в тексте «Евгения Онегина» подразумевается не то каким образом следует поступить, чтобы «понравиться больше», а о том, как вести себя профессиональному соблазнителю, чтобы «быстрее, проще, легче обольстить женщину». 

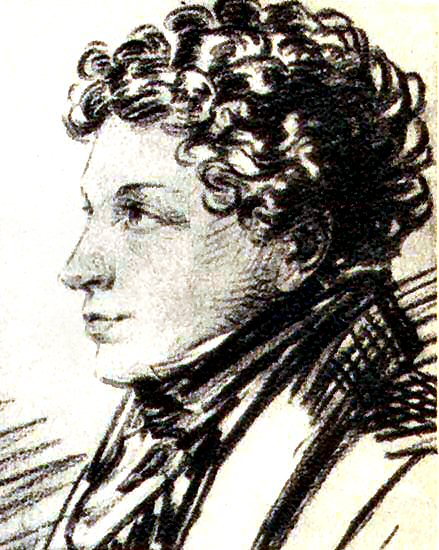
Лев Пушкин около 1820 года. Карандашный рисунок Александра Орловского

В своих комментариях литературоведы Николай Бродский и Юрий Лотман отмечали, что ранее подобную мысль поэт высказал в прозаической форме в написанном на французском языке письме (сентябрь (после 4) — октябрь (до 6) 1822 года) из Кишинёва к своему младшему брату Льву. «Ce que j’ai à vous dire à l'égard des femmes serait parfaitement inutile. Je vous observerai seulement, que moins on aime une femme et plus on est sûr de l’avoir. Mais cette jouissance est digne d’un vieux sapajou du 18 siècle. A l'égard de celle que vous aimerez, je souhaite de tout mon coeur que vous l’ayez» («Я хотел бы предостеречь тебя от обольщений дружбы, но у меня не хватает решимости ожесточить тебе душу в пору наиболее сладких иллюзий. То, что я могу сказать тебе о женщинах, было бы совершенно бесполезно. Замечу только, что чем меньше любим мы женщину, тем вернее можем овладеть ею. Однако забава эта достойна старой обезьяны XVIII столетия. Что касается той женщины, которую ты полюбишь, от всего сердца желаю тебе обладать ею»). Лотман писал что, мысль Александра Сергеевича представляет собой «переложение в стихах отрывка из письма». Писатель Владимир Набоков в своём подробном комментарии романа, несмотря на то, что рассматривал строфу VII из главы IV, стихам «Чем меньше женщину мы любим  <…>  Средь обольстительных сетей» не уделил внимания. В этой строфе Набоков остановился только на объяснении слов «Ловласов обветшала слава…».
В слова «Чем меньше женщину мы любим, тем больше нравимся мы ей» обычно вкладывают тот смысл, что если мужчина не проявляет своих чувств, ведёт себя холодно по отношению к женщине, то ему легче добиться её расположения. Так говорят про холодность, которая способна вызвать любовную страсть. Афоризм получил распространение в русскоязычной культуре, литературе, средствах массовой информации, интернете и т. д. Крылатое выражение цитируется, подвергается видоизменениям, обыгрыванию, часто применяется в ироническом, сниженном плане («Чем меньше знаем мы законы, тем больше „любят“ они нас»; «Чем меньше женщину мы любим, тем больше устаёт рука»; «Чем больше женщину мы любим, тем хуже делаем себе»; «Чем меньше женщину мы любим, тем больше сидим у телевизора»; Михаил Жванецкий — «Чем больше женщину мы меньше, тем меньше больше она нам»; «Чем меньше девушку мы любим, тем больше шанс расстаться с ней»; Николай Фоменко «Чем меньше девушек мы любим, тем больше времени на сон»; Андрей Кивинов — «Чем меньше женщину мы любим — тем больше времени мы спим»).